# Manuel Márquez Sterling
Manuel Márquez Sterling (tên khai sinh là Carlos Manuel Agustin Márquez Sterling y Loret de Mola, 28 tháng 8 năm 1872 tại Lima, Peru – 9 tháng 12 năm 1934 tại Washington, D.C., Mỹ) là nhà ngoại giao Cuba từng giữ chức Quyền Tổng thống Cuba trong vòng 6 giờ vào ngày 18 tháng 1 năm 1934. Trong một bài báo do Bohemia xuất bản vào tháng 12 năm 1934 (sau khi ông qua đời), ông được ghi nhận là đã cứu mạng Tổng thống México Francisco I. Madero, khi ông này đang lẩn trốn chính quyền của Tổng thống México lúc bấy giờ là Porfirio Diaz, trong giai đoạn đầu của Cách mạng México.
Ông từng tham gia Chiến tranh Giải phóng Cuba và đến Washington, D.C. vào năm 1901 với tư cách là thành viên của phái bộ Cuba nhằm phản đối Tu chính án Platt. Sau thời gian làm báo, ông chuyển sang phục vụ ngành ngoại giao Cuba trong suốt nhiều năm liền. Ông từ chức Đại sứ Cuba tại México vào năm 1932 sau những bất đồng với Tổng thống Gerardo Machado. Về sau, ông lên làm Đại sứ Cuba tại Mỹ dưới thời Tổng thống Carlos Manuel de Cespedes y Quesada, đảm nhận vai trò đại diện Cuba dưới thời Tổng thống Ramón Grau và cũng hoạt động trên cương vị là Đại sứ Cuba dưới thời Tổng thống Carlos Mendieta.
Ông kết hôn với cô em họ của mình tên là Mercedes Márquez Sterling y Ziburo. Ông chính là chú của Carlos Márquez Sterling, một nhân vật trong chính trường Cuba.
Ông từng hòa ở vị trí 16-17 trong giải đấu cờ vua Paris năm 1900 (Emanuel Lasker giành phần thắng) được tổ chức trong triển lãm thế giới.